# 00-Zero
00-Zero (0.0. Duck no original, em inglês) é um agente secreto das histórias em quadrinhos Disney criado por Dick Kinney e Al Hubbard, em 1966.
Trata-se de uma sátira extremamente escrachada aos filmes de espião, muito em sucesso na época, principalmente os de James Bond.
00-Zero é um agente muito atrapalhado, auxiliado pela vaidosa Pata Hari e pelo cãozinho Lobo. Ambos combatem a organização B.R.O.N.K.A., chefiada pelo Grande Bronka. Tanto 00-Zero quanto a Pata Hari possuem um arsenal de ferramentas de última geração, porém nenhuma invenção funciona como o esperado e eles sempre deixam o Grande Bronka fugir, sem nunca mostrar o rosto do personagem.
Apareceu pela primeira vez nos Estados Unidos, na história The Case of the Purloined Pearls, de 1966. Esta mesma história, traduzida como O primeiro caso do 00-Zero foi sua estréia no Brasil. A primeira história criada no Brasil foi A volta do 00-Zero, em 1975.
No Brasil, seus traços eram feitos pelo mestre Ivan Saidenberg.

## Nome em outros idiomas
- Alemão: Agent 23
- Grego: Τζαίημς Ντάκ 01
- Holandês: 00 Duck
- Inglês: 0.0. Duck
- Italiano: 01 Paperbond
- Norueguês: 0.0. Duck